# Università ADA
Università ADA (in azerbaigiano - ADA Universiteti) è un'università istituita dal Ministero degli Affari Esteri dell'Azerbaigian nel marzo 2006. Inizialmente fondata come l'Accademia diplomatica dell'Azerbaigian, con l'obiettivo principale di formare specialisti per una carriera diplomatica negli affari esteri dell'Azerbaigian, ha in seguito ampliato i suoi programmi e cambiato nome. 
Il rettore fondatore di ADA è Hafiz Pashayev, che è un viceministro degli esteri dell'Azerbaigian e un ex ambasciatore dell'Azerbaigian negli Stati Uniti. Nel 2012, l'università si è trasferita in un nuovo campus costruito come "Green and Smart" che si trova vicino al parco di Dada Gorgud di Baku.

## Struttura
Dal 2006, ADA ha ampliato il numero di programmi offerti e è diventato un'università a pieno titolo con quattro scuole:
- Scuola di affari pubblici e internazionali
- Scuola di business
- Scuola di educazione
- Scuola di ingegneria e tecnologie dell'informazione

## Biblioteca
La capacità totale della biblioteca raggiunta circa 40 000 libri stampati e oltre 300 000 libri elettronici e famosi periodici.
La biblioteca di ADA è diventata la più significativa raccolta di lingue straniere nella regione e serve come partner essenziale per lo studio, l'insegnamento e la ricerca presso l'università stessa.

## Aiuto finanziario

### Borse di studio
ADA offre un numero limitato di borse di studio totali e parziali a studenti internazionali in sospeso che studiano nei suoi corsi di laurea.

### Lavoro
Gli studenti hanno opportunità di lavoro part-time presso ADA. Queste opportunità sono annunciate internamente in base alle esigenze dei dipartimenti e al budget disponibile. Gli studenti hanno anche diritto di fare una Ricerca di Assistentato. I candidati prescelti dovrebbero assistere il membro della facoltà di ADA con un progetto di ricerca.